# Campionati mondiali di tiro a volo 1993
I campionati mondiali di tiro 1993 furono la venticinquesima edizione dei campionati mondiali di questo sport e si disputarono a Barcellona.

## Risultati

### Uomini

#### Fossa olimpica
| Evento      | Oro                                                       | Oro       | Argento                                   | Argento   | Bronzo                                         | Bronzo    |
| Evento      | Atleta                                                    | Risultato | Atleta                                    | Risultato | Atleta                                         | Risultato |
| Individuale | Marco Venturini                                           | 148       | Giovanni Pellielo                         | 147       | Josè Bladas                                    | 147       |
| A squadre   | Italia Giovanni Pellielo Roberto Scalzone Marco Venturini | 366       | Spagna Josè Bladas Martin Josè Luis Perez | 363       | Germania Jörg Damme Olaf Kirchstein Uwe Möller | 361       |

#### Double trap
| Evento      | Oro                                           | Oro       | Argento                                             | Argento   | Bronzo                                           | Bronzo    |
| Evento      | Atleta                                        | Risultato | Atleta                                              | Risultato | Atleta                                           | Risultato |
| Individuale | Joshua Lakatos                                | 191       | Servet Sivrikaya                                    | 187       | Albano Pera                                      | 186       |
| A squadre   | Italia Ercole Buffoli Mirco Cenci Albano Pera | 422       | Stati Uniti Lance Bade Bret Erickson Joshua Lakatos | 418       | Ungheria Zoltan Bodo Karoly Gombos Janos Kronome | 411       |

#### Skeet
| Evento      | Oro                                                        | Oro       | Argento                                                     | Argento   | Bronzo                                          | Bronzo    |
| Evento      | Atleta                                                     | Risultato | Atleta                                                      | Risultato | Atleta                                          | Risultato |
| Individuale | Dean Clark                                                 | 149       | Tamaz Imnaishvili                                           | 147       | Karsten Krogner                                 | 147       |
| A squadre   | Italia Andrea Benelli Claudio Giovannangelo Bruno Rossetti | 432       | Danimarca Karsten Krogner Frank Nielsen Ole Riber Rasmussen | 431       | Stati Uniti Dean Clark James Graves William Roy | 430       |

### Donne

#### Fossa olimpica
| Evento      | Oro                               | Oro       | Argento                                                  | Argento   | Bronzo                                                          | Bronzo    |
| Evento      | Atleta                            | Risultato | Atleta                                                   | Risultato | Atleta                                                          | Risultato |
| Individuale | Gema Usieto                       | 117       | Deena Julin                                              | 117       | Gao E                                                           | 117       |
| A squadre   | Cina Gao E Wang Yujin Yin Weiping | 348       | Germania Silke Huesing Susanne Kiermayer Petra Knetemann | 342       | Spagna Maria Dolores Palazon Hurtado Mari Luz Terol Gema Usieto | 339       |

#### Doubletrap
| Evento      | Oro                                                    | Oro       | Argento                                                    | Argento   | Bronzo                            | Bronzo    |
| Evento      | Atleta                                                 | Risultato | Atleta                                                     | Risultato | Atleta                            | Risultato |
| Individuale | Frances Strodtman                                      | 144       | Deena Julin                                                | 141       | Anna Maria Di Giovanni            | 138       |
| A squadre   | Stati Uniti Terry Bankey Deena Julin Frances Strodtman | 309       | Italia Anna Maria Di Giovanni Deborah Gelisio Zdenka Ratek | 309       | Cina Gao E Wang Yujin Yin Weiping | 304       |

## Risultati juniores

### Uomini

#### Fossa olimpica
| Evento      | Oro                                           | Oro       | Argento                                               | Argento   | Bronzo                                             | Bronzo    |
| Evento      | Atleta                                        | Risultato | Atleta                                                | Risultato | Atleta                                             | Risultato |
| Individuale | Joshua Lakatos                                | 122       | Adriano Lamera                                        | 121       | Ricardo Queiros                                    | 120       |
| A squadre   | Italia Mirco Acciarri Avveduto Adriano Lamera | 355       | Gran Bretagna John Chesney Peter Davies Julian Womble | 348       | Stati Uniti Joshua Lakatos Matthew Ruchong Wallace | 347       |

#### Doubletrap
| Evento      | Oro                                                    | Oro       | Argento                                        | Argento   | Bronzo                                            | Bronzo    |
| Evento      | Atleta                                                 | Risultato | Atleta                                         | Risultato | Atleta                                            | Risultato |
| Individuale | Daniele Di Spigno                                      | 140       | Glen Hayden                                    | 139       | Ricardo Queiros                                   | 139       |
| A squadre   | Italia Daniele Di Spigno Corrado Lisiero Matteo Serena | 402       | Finlandia Tommi Andelin Hanalainen Rami Vainio | 386       | Spagna Alfonso Avalos Carlos Medina Sergio Pinero | 376       |

#### Skeet
| Evento      | Oro                                                  | Oro       | Argento                                      | Argento   | Bronzo                                              | Bronzo    |
| Evento      | Atleta                                               | Risultato | Atleta                                       | Risultato | Atleta                                              | Risultato |
| Individuale | Umberto Frontoni                                     | 123       | Dusan Patava                                 | 120       | Ludovico Di Maio                                    | 119       |
| A squadre   | Italia Bastianelli Ludovico Di Maio Umberto Frontoni | 352       | Finlandia Jani Eklund Niko Kamaja Vestikalio | 351       | Rep. Ceca Miroslav Caha Vaclav Jezvina Dusan Patava | 346       |

## Medagliere
Nazione ospitante
| Posiz. | Nazione     | Oro | Argento | Bronzo | Totale |
| ------ | ----------- | --- | ------- | ------ | ------ |
| 1      | Stati Uniti | 4   | 3       | 1      | 8      |
| 2      | Italia      | 4   | 2       | 2      | 8      |
| 3      | Spagna      | 1   | 1       | 2      | 4      |
| 4      | Cina        | 1   | 0       | 2      | 3      |
| 5      | Germania    | 0   | 1       | 1      | 2      |
| 5      | Danimarca   | 0   | 1       | 1      | 2      |
| 7      | Turchia     | 0   | 1       | 0      | 1      |
| 7      | Georgia     | 0   | 1       | 0      | 1      |
| 9      | Ungheria    | 0   | 0       | 1      | 1      |

## Medagliere juniores
Nazione ospitante
| Posiz. | Nazione       | Oro | Argento | Bronzo | Totale |
| ------ | ------------- | --- | ------- | ------ | ------ |
| 1      | Italia        | 5   | 1       | 1      | 7      |
| 2      | Stati Uniti   | 1   | 0       | 1      | 2      |
| 3      | Finlandia     | 0   | 2       | 0      | 2      |
| 4      | Rep. Ceca     | 0   | 1       | 1      | 2      |
| 5      | Gran Bretagna | 0   | 1       | 0      | 1      |
| 5      | Australia     | 0   | 1       | 0      | 1      |
| 7      | Portogallo    | 0   | 0       | 2      | 2      |
| 8      | Spagna        | 0   | 0       | 1      | 1      |